# Rechtlicher Status Taiwans
Obwohl die Hoheitsgewalt über die Insel Taiwan de facto seit 1945 von der Republik China ausgeübt wird, wird die rechtliche Frage, welches staatsrechtliche Gebilde de jure die Souveränität über Taiwan ausübt, seit der Anerkennung des Alleinvertretungsanspruchs der Volksrepublik China durch die UN kontrovers diskutiert. Die Frage hat einen wichtigen Einfluss auf den politischen Status Taiwans und berührt viele Aspekte des Internationalen Rechts.

## Historischer Überblick
Taiwan (Formosa) und die Pescadoren wurden am 8. Mai 1895 im Vertrag von Shimonoseki von der Qing-Dynastie (China) an das Kaiserliche Japan abgetreten (Artikel 2b und 2c des Vertrages, der aus chinesischer Sicht einer der Ungleichen Verträge ist). Kinmen und Matsu an der Küste von Fujian, und die Inseln in der südchinesischen See, die momentan von der Republik China auf Taiwan beherrscht werden, waren nicht Teil der Abtretung. Als unmittelbare Reaktion auf den Vertrag erklärten Vertreter in Taiwan die Unabhängigkeit, in der Hoffnung, die Insel wieder unter die Herrschaft der Qing-Dynastie zu bringen. Die Republik Taiwan zerbrach nach 12 Tagen unter innenpolitischen Querelen, aber lokale Führer leisteten weiter Widerstand in der Hoffnung auf die Selbständigkeit. Die eintreffenden japanischen Truppen zerschlugen die Unabhängigkeitsbewegung in einer fünfmonatigen Operation. Die Qing-Dynastie wurde anschließend von der Republik China gestürzt und durch diese ersetzt.

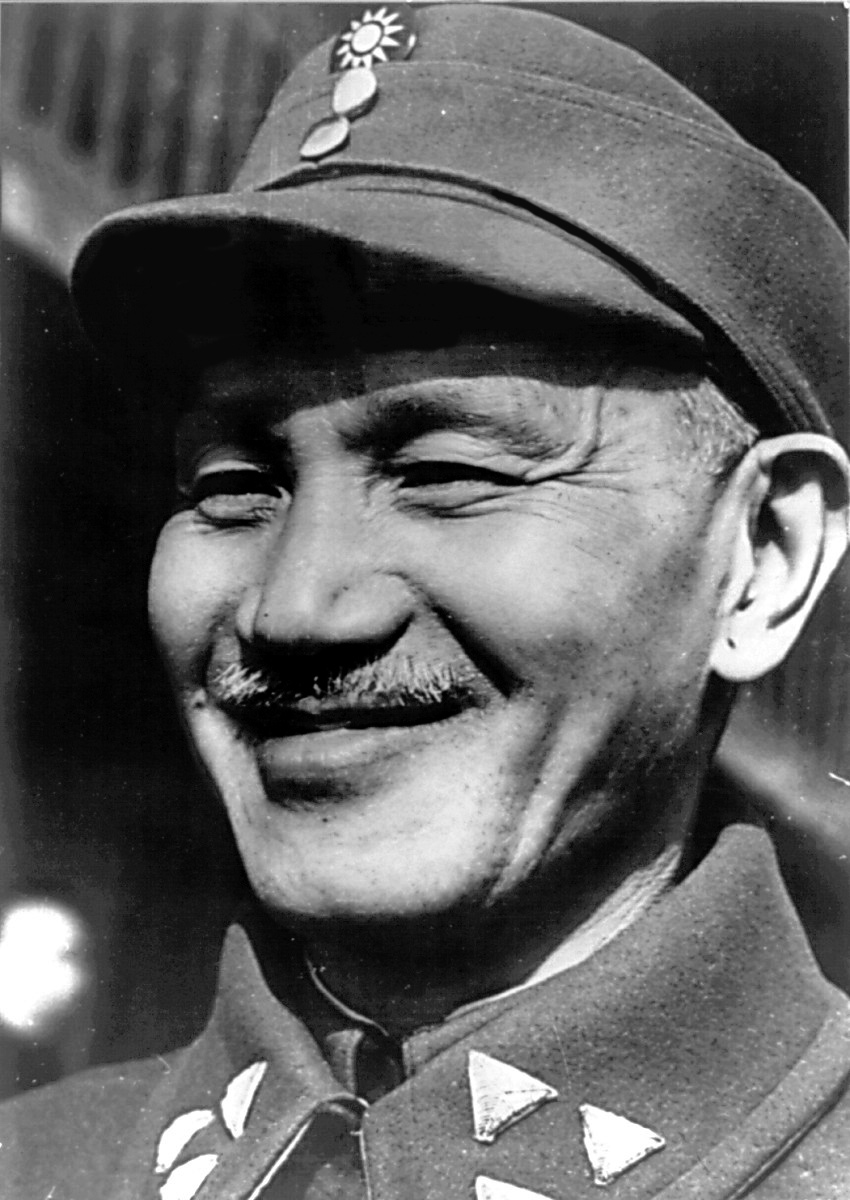
Chiang Kai-shek

Mit dem Ausbruch des Zweiten Japanisch-Chinesischen Krieges erklärte die Regierung der Republik China in ihrer Kriegserklärung an Japan den Vertrag von Shimonoseki für ungültig. Der Krieg ging kurz danach im Zweiten Weltkrieg auf. Die Vereinigten Staaten von Amerika traten im Dezember 1941 in den Krieg ein. Die meisten militärischen Angriffe auf japanische Einrichtungen und Truppen auf Taiwan wurden von den Streitkräften der Vereinigten Staaten durchgeführt. In der Konferenz von Kairo einigten sich die USA, das Vereinigte Königreich und die Republik China, dass Taiwan nach dem Krieg wieder an die Republik China übergeben werden sollte, und die Potsdamer Erklärung skizzierte die Bedingungen für eine Kapitulation. Japan wurde schließlich 1945 von den Alliierten, denen die Republik China angehörte, geschlagen. Als Japan bedingungslos kapitulierte, akzeptierte es in seiner Kapitulationserklärung die Bedingungen der Potsdamer Erklärung. Die japanischen Truppen in Taiwan wurden angewiesen, gegenüber dem Repräsentanten des höchsten alliierten Befehlshabers in China, Chiang Kai-Shek (d. h. der Armee der Republik China), zu kapitulieren. Dieser Befehl wurde am 2. September 1945 von General Douglas MacArthur, dem Oberkommandierenden der Alliierten, als General Order No. 1 gegeben. Statthalter Chen Yi rief bald den „Taiwan-Rückübertragungstag“ am 25. Oktober 1945 aus.
Nach den Geschehnissen des Zwischenfalls vom 28. Februar 1947 erstellte das US-Konsulat in Taipei einen Bericht, der zu Beginn März 1947 fertig wurde und nach einer sofortigen Intervention der USA oder Vereinten Nationen verlangte. Ausgehend von dem Argument, dass die japanische Kapitulation formal nicht die Souveränität Taiwans an die Republik China übertragen hatte, war Taiwan juristisch immer noch Teil Japans und von den USA (welche die Administration der Besatzungsmacht an das nationalistische China abgegeben hatten) besetzt. Mit diesem Status war eine solche Intervention angemessen. Dieses Vorgehen wurde allerdings vom amerikanischen Außenministerium abgelehnt.
In einem Zeitungsbericht nach den „228 Vorfällen“ gab es Berichte über einige Taiwaner, die sich an die Vereinten Nationen wenden wollten, um die Insel unter ein internationales Mandat zu stellen, da zu dieser Zeit der Anspruch Chinas auf die Insel nach keinem internationalen Vertrag formalisiert war und daher die Insel immer noch unter einer aggressiven Besatzung stand.
Später verlangten sie einen Platz als Repräsentanten in der bevorstehenden Friedenskonferenz mit Japan, in der Hoffnung auf ein Plebiszit zur Bestimmung der politischen Zukunft der Insel.
Am 1. Oktober 1949 proklamierte Mao Zedong die Volksrepublik China und errichtete auf dem Festland einen kommunistischen Staat.
Nach dem Ausbruch des Koreakrieges Ende Juni 1950 entschied sich der US-Präsident Harry S. Truman dazu, Taiwan zu „neutralisieren“, da er behauptete, dass sich an der Taiwanfrage ein neuer Weltkrieg entzünden könnte. Präsident Truman, der bis dahin nur passive Unterstützung für Chiang Kai-Shek gegeben hatte und bereit gewesen war, Taiwan in die Hände der chinesischen Kommunisten fallen zu lassen, schwor, eine Ausbreitung des Kommunismus zu verhindern, und entsandte die 7. US-Flotte in die Taiwan-Straße, um einen Angriff der Volksrepublik China auf Taiwan, aber auch einen Angriff der Republik China auf das chinesische Festland zu verhindern. Er erklärte, dass die „Bestimmung des zukünftigen Status Formosas eine Wiederherstellung des Friedens im Pazifik, einen Friedensvertrag mit Japan oder einen Entschluss der Vereinten Nationen abwarten muss.“
Präsident Truman bestätigte später nochmals in seiner Botschaft an den Kongress der Vereinigten Staaten die Position, „dass alle Fragen, die Formosa betreffen, durch friedliche Maßnahmen im Sinne der Charta der Vereinten Nationen geregelt werden müssen.“
Die Volksrepublik China brandmarkte dieses Vorgehen als „ungeheuerliche Einmischung in die inneren Angelegenheiten Chinas“.
Am 8. September 1950 befahl Präsident Truman dem damaligen außenpolitischen Berater des US-Außenministers, John Foster Dulles, die Durchführung der „Neutralisierung“ der Taiwanfrage durch den Entwurf des Friedensvertrages mit Japan von 1951. Laut George H. Kerrs Memoiren Formosa Betrayed entwarf Dulles einen Plan, wonach Japan zunächst nur die Souveränität über Taiwan abgeben sollte, ohne diese an einen anderen Staat zu übergeben. Über diese sollte später zusammen mit den Vereinigten Staaten von Amerika, dem Vereinigten Königreich, der Sowjetunion und der Republik China im Namen der anderen am Friedensvertrag beteiligten Nationen entschieden werden. Wenn diese vier Parteien binnen eines Jahres keine Einigung erreichen könnten, sollte die Taiwanfrage vor die Vereinten Nationen gebracht werden, in denen die Republik China immer noch Mitglied war.

Der japanische Premierminister Yoshida Shigeru unterzeichnet den Friedensvertrag von San Francisco

Als Japan seine vollständige Souveränität 1952 mit dem Friedensvertrag von San Francisco wiedererlangte, gab es alle rechtlichen Titel und Ansprüche über Taiwan und die Pescadoren auf. Es gibt viele Stimmen, dass die japanische Souveränität erst damit endete. Bemerkenswert war das Fehlen der Republik China, welche im Dezember 1949 vom chinesischen Festland im Verlaufe des chinesischen Bürgerkrieges vertrieben wurde und nach Taiwan auswich, auf der Friedenskonferenz. Die Volksrepublik China, die am 1. Oktober 1949 ausgerufen wurde, war auch nicht eingeladen. Die fehlende Einladung resultierte wahrscheinlich aus der Diskussion, welche Regierung die rechtmäßige Regierung Chinas darstellte (was beide Seiten für sich beanspruchten); Überlegungen vor dem Hintergrund des Kalten Krieges könnten ebenfalls eine Rolle gespielt haben. Einige wichtige Regierungen, die an der Konferenz teilnahmen, wie das Vereinigte Königreich und die Sowjetunion, hatten bereits Beziehungen zur Volksrepublik China aufgenommen, während andere, wie die USA und Japan, immer noch Beziehungen zur Republik China unterhielten.
Das Vereinigte Königreich gab zu dieser Zeit zu Protokoll, dass der Friedensvertrag von San Francisco „nicht die Zukunft dieser Inseln festlegt“, und daher das Vereinigte Königreich, zusammen mit Australien und Neuseeland, glücklich seien, diesen Friedensvertrag unterschreiben zu können. Einer der Hauptgründe, den der Delegierte der Sowjetunion für die Nichtunterzeichnung des Vertrages vorgab, war: „Dieser Entwurf enthält nur eine Referenz auf die Aufgabe der Rechte Japans auf diese Gebiete [Taiwan], aber vermeidet absichtlich jegliche Verweise auf das zukünftige Schicksal dieses Gebietes.“
Artikel 25 des Vertrages schrieb offiziell fest, dass nur die im Vertrag definierten Alliierten von dem Vertrag profitieren konnten. China war nicht als einer der Alliierten genannt, allerdings gewährte Artikel 21 immer noch beschränkte Vorteile aus den Artikeln 10 und 14(a)2 für China. Japans Aufgabe von Taiwan ist ungewöhnlich in dem Sinne, dass kein Empfänger der Souveränität Taiwans im Sinne von Dulles „Neutralisierung“ Taiwans genannt wurde. Die Republik China protestierte gegen die fehlende Einladung zum Friedensvertrag von San Francisco, allerdings ohne Resultat.
Nachträglich wurde der Vertrag von Taipei zwischen der Republik China und Japan abgeschlossen (und trat zum 5. August 1952 in Kraft), in dem Japan grundsätzlich die Bedingungen des Friedensvertrages von San Francisco bestätigte und den Frieden zwischen der Republik China und Japan formalisierte. Daneben hob es alle vorhergehenden Verträge zwischen China und Japan auf, inklusive des Vertrags von Shimonoseki. Artikel 10 des Vertrages spezifizierte: „Für den Zweck dieses vorliegenden Vertrages sollen die Bewohner und vorherigen Bewohner Taiwans (Formosa) und Penghu (Pescadoren) und ihrer Nachfahren als Teil der Bevölkerung der Republik China betrachtet werden, in Übereinstimmung mit den Gesetzen und Regularien, die von der Republik China auf Taiwan (Formosa) und Penghu (Pescadoren) bisher oder möglicherweise zukünftig erlassen werden.“
Allerdings erklärte der Außenminister der Republik China George Kung-ch’ao Yeh(葉公超) nach Unterzeichnung des Vertrages dem Parlament, dass „die heikle internationale Situation dafür verantwortlich ist, dass Taiwan und die Pescadoren uns nicht gehören. Unter den gegenwärtigen Umständen hat Japan weder ein Recht, Taiwan an uns zu übergeben, noch können wir diese Übergabe durch Japan annehmen, selbst wenn es dies möchte“. Im Juli 1971 war und ist die Position des US-amerikanischen Außenministeriums bis heute: „Da Taiwan und die Pescadoren von keinem internationalen Vertrag behandelt werden, ist die Souveränität über dieses Gebiet eine offene Frage, die einer zukünftigen internationalen Lösung harrt.“
Im Jahr 2005 hat die Volksrepublik ein Anti-Abspaltungsgesetz geschaffen, womit sie sich einseitig legitimiert, Taiwan mit der VR zu vereinigen; im Fall weiterer formeller Unabhängigkeitsbestrebungen durch die Republik auch mit militärischen Mitteln.

## Juristische Argumente

### Argumente sowohl für den Anspruch der Republik China als auch der Volksrepublik China auf Taiwan
Argumente, die sowohl von der Republik als auch der Volksrepublik benutzt werden („chinesisch“ kann sich hier auf beide sich jeweils als rechtmäßiger Vertreter Chinas betrachtende Staaten beziehen)
1. Taiwan war seit der Zeit der Qing-Dynastie (1644–1911), die der Insel 1684 den Status einer Präfektur der Provinz Fujian verlieh, Teil des chinesischen Territoriums (teils durch schriftliche Dokumente belegt).
2. Der von Japan ab 1937 gegen China geführte Angriffskrieg war eine Verletzung der im Vertrag von Shimonoseki festgehaltenen Friedenspflicht. Diese Verletzung machte den Vertrag ungültig ab initio, was zur Folge hat, dass die Übertragung der Souveränität über Taiwan von China auf Japan im juristischen Sinne nie stattgefunden hat. Somit hat Japan Taiwan von China „gestohlen“, als es 1895 die Kontrolle über die Insel übernommen hatte.
3. Japan akzeptierte bei seiner Kapitulation am Ende des Zweiten Weltkrieges die Kairoer Erklärung vom 1. Dezember 1943 und die Potsdamer Erklärung vom 26. Juli 1945. Darin ist eindeutig festgehalten, dass die Souveränität Chinas über Taiwan nach dem Zweiten Weltkrieg wiederherzustellen sei. Unklar ist allerdings nach dem Vertragswortlaut, an welches Subjekt Taiwan zurückgegeben wird. Japan ließ dies offen.
4. Die Übernahme der Souveränität über Taiwan am 25. Oktober 1945 (also knapp vier Jahre vor der Gründung der Volksrepublik) durch die Republik China blieb unwidersprochen. Wäre eine dritte Partei rechtmäßiger Souverän über Taiwan gewesen, hätte diese ihre Ansprüche anmelden müssen. Da dies über Jahre nicht geschehen ist,  und ist nach dem Rechtsgrundsatz der Ersitzung (Preskription) an die Republik China übergegangen. Das Ausbleiben jeglichen Widerspruchs gegen die chinesische Hoheit über Taiwan durch nichtchinesische Regierungen bis heute verstärkt dieses Argument.
5. Da der Friedensvertrag von San Francisco unter Ausschluss der chinesischen Regierungen (sowohl der Republik als auch der Volksrepublik) ausgehandelt wurde, hat er für China keine bindende Wirkung. Da er überdies weder von der Republik noch der Volksrepublik China ratifiziert wurde, ist er für die Souveränität über chinesisches Territorium irrelevant.

Argumente für den Anspruch der Republik China
1. Das Gebilde auf Taiwan entspricht den Anforderungen nach der sogenannten Drei-Elemente-Lehre (nach Jellinek sowie der Konvention von Montevideo vom 26. Dezember 1933), wonach ein Staat ein Staatsgebiet, ein Staatsvolk und eine Staatsgewalt erfordert.
2. Die Republik China besteht seit ihrer Gründung 1911 fort, nunmehr auf dem stark verkleinerten Staatsgebiet der Hauptinsel Taiwan nebst Penghu, Matzu etc.
3. Die Entstehung und der Fortbestand eines Staates ist ein rein tatsächliches Geschehen (ebenso umstr.), sodass Erklärungen und Verträge von Drittstaaten grundsätzlich keine Auswirkung haben. Die Verfassungsklausel der Volksrepublik (s. u. 3.) ist daher belanglos.
4. Die Anerkennung ist in rechtstheoretischer Hinsicht rein deklaratorisch. Daher kann auch die kollektive Nicht-Anerkennung durch Drittstaaten allein nicht die Staatlichkeit der Republik China negieren.
5. Die Volksrepublik China hat zu keinem Zeitpunkt tatsächlich Staatsgewalt über die Insel Taiwan ausgeübt.[6]
6. Der Friedensvertrag von San Francisco hatte für Taiwan lediglich dadurch Relevanz, dass er die Souveränität Japans wiederherstellte. Am Tag des Inkrafttretens, dem 28. April 1952, konnte das souveräne Japan als gleichberechtigter Staat die Insel Taiwan und den Penghu-Archipel an das Empfängerland, die Republik China, abtreten.[7]
7. Der Vertrag von Taipeh ist der formelle Friedensschluss zwischen Japan und der Republik China. Darin erkennt Japan erneut die Kairoer und die Potsdamer Erklärung an. Darüber hinaus werden alle früheren zwischen Japan und China abgeschlossenen Verträge einschließlich des Vertrags von Shimonoseki für nichtig erklärt.
8. Nach dem Grundsatz Uti possidetis ist die Republik China legaler Souverän über Taiwan, da sie die Insel zum Zeitpunkt des Inkrafttretens des Vertrags von Taipeh 1952 unzweifelhaft kontrollierte.[8]
9. Artikel 4 der Verfassung der Republik China besagt „Das Territorium der Republik China“ ist definiert „entsprechend der existierenden nationalen Grenzen …“. Als historischer Teil Chinas ist Taiwan darin auf natürliche Weise eingeschlossen. Wegen der Ungültigkeit des Vertrags von Shimonoseki ab initio hat Taiwan nie aufgehört, Teil Chinas zu sein. Daher besteht keine Notwendigkeit eines neuerlichen formellen Beschlusses der Nationalversammlung, um Taiwan wieder in die Republik China einzugliedern.
10. Nach dem Zweiten Weltkrieg hat bis heute kein Staat, außer dem Bürgerkriegsgegner Volksrepublik China, die Souveränität der Republik China über Taiwan angefochten. Dies validiert den Souveränitätsanspruch der Republik China.
11. Die USA erkennen durch den 1955 mit der Republik China geschlossenen Verteidigungsvertrag deren Souveränität über Taiwan implizit an.
12. Ein bisher nicht beachteter Faktor in der Diskussion um die Zugehörigkeit Taiwans zur Republik China besteht darin, dass die von der Volksrepublik China nicht eingenommenen Archipele Quemoy und Matsu unbestritten seit Gründung der Republik 1911/12 bis heute zu ihrem Staatenverband gehören. Sollte man tatsächlich die obigen Gründe einer Zugehörigkeit Taiwans zur Republik China negieren, so ist dennoch anzuerkennen, dass selbst eine auf jene Inselgruppen reduzierte Republik China als Mikrostaat alle Staatsfähigkeiten besäße. Auf diese Weise könnte sie mit dem sinojapanischen „Vertrag von Taipeh“ die Insel Taiwan aus japanischer Souveränität völkerrechtswirksam erhalten haben.[9]

Argumente für den Anspruch der Volksrepublik China
1. Die Volksrepublik China erkennt die von der Qing-Regierung im 19. Jahrhundert, dem Jahrhundert der Demütigung, abgeschlossenen ungleichen Verträge und somit auch den Vertrag von Shimonoseki grundsätzlich nicht an. Daher war Taiwan aus Sicht der Volksrepublik immer Teil Chinas und somit ab 1912 der Republik China als Nachfolgestaat der Qing-Dynastie. Die Volksrepublik China ist, bestätigt durch die Resolution 2758 der UN-Generalversammlung, ihrerseits rechtmäßiger Nachfolgestaat der Republik China und hat somit mit der Souveränität über Festlandchina auch die rechtmäßige Souveränität über Taiwan übernommen.
2. Die grundsätzliche Einheit Chinas (Argumente für die Zugehörigkeit Taiwans zu China: siehe oben) vorausgesetzt, ist die Volksrepublik China durch eine insgesamt erfolgreiche Revolution Rechtsnachfolgerin der Republik China, wie sie vor 1949 bestand. Als solche wird sie auch international anerkannt; faktisch erhebt auch die Republik China keine Einsprüche mehr dagegen.
3. Die Präambel der Verfassung der Volksrepublik China von 1982 besagt „Taiwan ist Teil des heiligen Territoriums der Volksrepublik China. Es ist die erhabene Pflicht aller Chinesen, einschließlich unserer Landsleute in Taiwan, die große Aufgabe der Wiedervereinigung des Vaterlandes zu bewältigen. Beim Aufbau des Sozialismus ist es ein Imperativ, auf Arbeiter, Bauern und Intellektuelle zu bauen, und alle verfügbaren Kräfte zu vereinen.“ (In Versionen der Verfassung der Volksrepublik China vor 1978 war Taiwan nicht erwähnt.)

### Argumente für einen eigenständigen taiwanischen Staat
Argumente für ein bereits unabhängiges und souveränes Taiwan
1. Die im Vertrag von Shimonoseki festgelegte Friedenspflicht wurde bereits von China durch den Boxeraufstand verletzt, in dessen Folge der Boxer-Vertrag von 1901 als Friedensvertrag zwischen den Großmächten und China abgeschlossen wurde.[10] Daher führte der Zweite Japanisch-Chinesische Krieg nicht zur Ungültigkeit des Vertrags von Shimonoseki. Dieser war zudem dispositiv und somit nicht anfechtbar, nicht umkehrbar, gültig und zählt nicht zu den Ungleichen Verträgen. Alle Vertragsbestimmungen sind erfüllt worden. Die von China an Japan gezahlten 200.000.000 Taels wurden nicht wieder zurückgegeben und Korea wurde nicht wieder ein von China abhängiges Land. Demnach war die Souveränitätsübertragung an Japan eine legitimierte Eroberung, vertraglich bestätigt und kein Diebstahl, wie in der Kairoer Erklärung falsch dargestellt: (“[…] all the territories Japan has stolen from the Chinese […]”).
2. Die Hoheitsgewalt der Qing-Dynastie erreichte Taiwan effektiv nur an der Westküste, die Insel wurde nicht als integraler Teil des chinesischen Territoriums gezählt.
3. Die Kairoer Erklärung war ein nicht unterzeichnetes Kommuniqué ohne rechtliche Grundlage, während die Potsdamer Erklärung die Kapitulation Japans  zeitlich beschränkte. Modus Vivendi und Waffenstillstände haben nicht die Möglichkeit, Souveränitäten zu übertragen. Dies können rechtlich nur Verträge.
4. Rückübertragungsansprüche durch die Republik China 1949 waren legal nicht vertretbar und unmöglich, da Taiwan de jure vor dem Nachkriegs-Friedensvertrag von San Francisco, der am 28. April 1952 in Kraft trat, Teil Japans war. Infolgedessen ist die Masseneinbürgerung aller Taiwaner in die Republik China im Januar 1946 unrechtens und ab initio ungültig. Nach Inkrafttreten des Friedensvertrags von San Francisco gehörte die Staatshoheit Taiwans der Bevölkerung Taiwans.
5. Nebst der Meinung, dass Taiwan nicht rechtens Teil der Republik China ist, besteht weiterhin die verbreitetere Ansicht, dass auf Taiwan eine funktionierende Demokratie etabliert ist, welche auf der Volkssouveränität beruht.
6. Die Übertragung der Souveränität der Republik China per Gesetz ist nicht auf Taiwans Fall anwendbar:
  1. Souveränitätsübertragung ist ein langwieriger, rechtschaffener und nicht durch Gesetze zu unterbrechender Prozess, der unter derzeit gültigem Recht durchzuführen ist (“possessio longa, continua, et pacifica, nec sit ligitima interruptio”). Für eine solche Übertragung muss eine Einwilligung des abgebenden Staates vorausgehen. Eine solche gibt es im Fall Taiwans nicht, da nie dieser formale Prozess eingeleitet wurde.
  2. Gesetzliche Souveränitätsübertragung ist nicht allgemein anerkannt. Der Internationale Gerichtshof entschied, dass Belgien die Souveränität über einige Territorien trotz Nicht-Inanspruchnahme seiner Rechte und Einverständnis auf belgischer Seite zur Abgabe an die Niederlande mehr als 100 Jahre zuvor einbehält.[11]
  3. Taiwaner durften nach dem Zwischenfall vom 28. Februar nicht mehr protestieren, was alle die Unabhängigkeit befürwortende Stimmen unterdrückte und gegen die Menschenrechte verstieß.
  4. Japan war während seiner Kolonialherrschaft über Taiwan nicht in der Lage, Proteste zu unterdrücken, dennoch gab es seine Souveränität über Taiwan nicht bis zum 28. April 1952 ab.[12]

Argumente für eine Unabhängigkeitserklärung Taiwans
1. Als ein Territorium, welches sich von einer feindlichen Nation nach dem Zweiten Weltkrieg im Sinne des Artikels 76b und 77b der Charta der Vereinten Nationen abgelöst hat, qualifizierte sich Taiwan für das „UN trusteeship program“ und würde nach einem bestimmten Zeitraum als unabhängig erklärt werden. Die Charta wurde 1945 von der Republik China unterzeichnet und auch in der Konferenz von Jalta definiert. Als damaliges Mitglied der UN war es Vertragspflicht der Republik China, der Charta zu folgen und die Bevölkerung Taiwans zu ihrem Selbstbestimmungsrecht der Völker zu verhelfen.
2. Der Friedensvertrag von San Francisco ist bestandskräftig ohne ein klares Empfängerland zu bestimmen. China war es verboten, Taiwan zum eigenen Vorteil zu akquirieren, als der Vertrag zum Abschluss gebracht wurde. Des Weiteren trat der Vertrag von Taipeh erst drei Monate nach dem Vertrag von San Francisco am 5. August 1952 in Kraft. Dennoch kann dieser Vertrag, der zwischen der Republik China und Japan geschlossen wurde, nicht bestimmen wem Taiwan gehöre, da dieser nach der Abgabe aller Souveränität Japans über Taiwan rechtskräftig wurde. Japan konnte soweit nicht mehr über die Souveränität Taiwans bestimmen.
3. Der geschlossene Frieden durch den Boxer-Vertrag von 1901 wurde durch den sino-japanischen Krieg gebrochen, während im Vertrag von San Francisco in Artikel 10 eine Rückgabe der Territorien an China für das Jahr 1901, nicht 1895 vorgesehen war. Demnach wurde die Rückgabe Taiwans vollzogen, ohne Souveränität zu haben, da Taiwan zu der Zeit nicht Teil Chinas war, als die Republik China 1911 gegründet wurde. Weiterhin wurde der Vertrag von Taipei 1972 auf Verlangen der Volksrepublik China aufgehoben.
4. Die Zession Taiwans war weder unüblich noch einmalig. Kuba dient als Präzedenzfall, als es von Spanien abgetreten wurde, ohne ein Empfängerland im Pariser Frieden von 1898 zu benennen. Kuba wurde 1902 unabhängig. Ende des Zweiten Weltkrieges wurden Libyen und Somalia von Italien abgetreten, ohne ein Empfängerland zu bestimmen. Beide Länder wurden später unabhängig.
5. Das nationale Gesetz der Republik China wurde im Februar 1929 veröffentlicht. Seitdem wurde das Gesetz vom Legislativ-Yuan nach dem Zweiten Weltkrieg abgeändert, gekürzt oder erweitert für eine Masseneinbürgerung der taiwanesischen Bevölkerung. Da zu dieser Zeit kein gültiges Recht existierte, gibt es keine Rechtsgrundlage, um Taiwaner als Bürger der Republik China anzuerkennen. Dies hat Relevanz in Bezug auf Artikel 10 des Vertrages von Taipei, in dem es heißt: „For the purposes of the present Treaty, nationals of the Republic of China shall be deemed to include all the inhabitants and former inhabitants of Taiwan (Formosa) and Penghu (the Pescadores) and their descendents who are of the Chinese nationality in accordance with the laws and regulations which have been or may hereafter be enforced by the Republic of China in Taiwan (Formosa) and Penghu (the Pescadores) […]“
6. Weiterhin ist die derzeitige Regierung der Republik China nicht dieselbe wie jene, die 1945 kapitulierte. Zudem wird die derzeitige Regierung seit Ende des Weißen Terrors nur von der Bevölkerung Taiwans und nicht von der chinesischen Bevölkerung gewählt. Die pan-grüne Koalition betont deswegen, dass (auf Grund der Volkssouveränität) Verfassungsänderungen und Änderungen des Landesnamens durch Volksreferenden durchgeführt werden können.
7. Die Auslassung eines Empfängerlandes im Vertrag von San Francisco ist nicht als Unfall oder Fehler der Unterzeichner zu betrachten, sondern durch die Probleme der Regierung der Republik China zu erklären, welche darin scheiterte, als De-jure- und De-facto-Regierung Chinas ihre Funktionen beizubehalten und auszuführen. Bei der Flucht auf Taiwan im Dezember 1949 galt die Republik China bereits als Exilregierung. Das internationale Recht schließt Handlungen durch Exilregierungen aus, die diese als lokale Regierung legitimieren soll. Demzufolge sind Taiwans internationale Probleme darauf zurückzuführen, dass die Republik China als Exilregierung international nicht als legemitierte Regierung Taiwans anerkannt ist.